# One Mile
One Mile är en del av en befolkad plats i Australien. Den ligger i kommunen Ipswich och delstaten Queensland, omkring 34 kilometer sydväst om delstatshuvudstaden Brisbane. Antalet invånare är 1 838.
Runt One Mile är det tätbefolkat, med 383 invånare per kvadratkilometer.. Närmaste större samhälle är Ipswich, nära One Mile. 
Omgivningarna runt One Mile är huvudsakligen savann. Genomsnittlig årsnederbörd är 1 252 millimeter. Den regnigaste månaden är januari, med i genomsnitt 248 mm nederbörd, och den torraste är oktober, med 34 mm nederbörd.